# ديفيد هيوز (لاعب كريكت أيرلندي)
ديفيد هيوز (6 يوليو 1978 بدبلن في جمهورية أيرلندا - ) (بالإنجليزية: David Hughes)‏ هو لاعب كريكت أيرلندي. لعب مع Hertfordshire County Cricket Club ‏.